# Viktor Losev
Viktor Vasilyevich Losev - em russo, Виктор Васильевич Лосев (Murom, 25 de janeiro de 1959) - é um ex-futebolista russo. campeão olímpico em Seul 1988.

## Carreira

### Em clubes
Por clubes, Losev se destacou no Fakel, onde atuou entre 1981 e 1985. Militou também com as camisas de Torpedo Vladimir e Torpedo Moscou até se aposentar em 1992, no Dínamo de Moscou.

### Seleção
Losev foi chamado para o time olímpico da Seleção Soviética ainda quando atuava no Fakel, estreando pelo país em 1987.
Integrou o time que terminou com a medalha de ouro nas Olimpíadas de Seul, passando no caminho por Argentina e Itália e derrotando de virada na final o Brasil. A defesa soviética era interrepublicana: era composta, além de Losev (russo étnico), Syarhey Harlukovich, (bielorrusso); Gela Ketashvili (georgiano), Oleksiy Cherednyk (ucraniano da RSS Tadjique) e Yevgeniy Yarovenko (cazaque de ascendência ucraniana).